# Ayumi Fujimura
Ayumi Fujimura (藤村 歩 Fujimura Ayumi?,  Tokio, Japón, 3 de septiembre de 1982) es una actriz de voz japonesa jubilada. Actualmente se encuentra retirada del doblaje.

## Filmografía
Lista de roles interpretados durante su carrera.
Los papeles principales están en negrita.

### Anime
2001
- Nishi no Yoki Majo como Marie Oset.
- Touhou Musou Kakyou como Aya Shameimaru.

2006
- Asatte no Houkou como Karada Iokawa.
- Bartender como Miwa Kurushima.
- To Aru Majutsu no Index como Seiri Fukiyose.
- Kemonozume como Girl (ep 2); Shokujinki B (ep 9)
- Koi suru Tenshi Angelique como Girl (ep 1)
- Jigoku Shōjo Futakomori como Takuma Kurebayashi.
- Muteki Kanban Musume como Child 1 (ep 1); Female student (ep 4); Pink Star (ep 3); Sales assistant (ep 5)

2007
- Hayate the Combat Butler como Chiharu Harukaze.
- Kara no Kyoukai como Azaka Kokutō.
- Kaze no Stigma como Ayano Kannagi.
- Naruto: Shippūden the Movie como Shion.

2008
- Kyōran Kazoku Nikki como Kyōka Midarezaki.
- Nabari no Ō como Raimei Shimizu.
- Xam'd: Lost Memories como Midori Nishimura.
- Zettai Karen Children como Naomi Umegae.

2009
- Basquash! como Aulora Skybloom.
- Chrome Shelled Regios como Cauntia Valmon Farnes.
- Hatsukoi Limited como Nao Chikura.
- Taishō Baseball Girls como Noriko Owari.
- Tegami Bachi como Niche .
- The Sacred Blacksmith como Cecily Cambell.

2010
- Seikon no Qwaser como Mafuyu Oribe.
- Hanamaru Kindergarten como Ryouta.
- Kaichō wa Maid-sama! como Misaki Ayuzawa.
- Mobile Suit Gundam Unicorn como Audrey Burne/Mineva Lao Zabi.
- Bleach como Tobiume, Katen Kyōkotsu.
- Shinrei Tantei Yakumo como Haruka Ozawa.
- Panty & Stocking with Garterbelt como Kneesocks.
- Magic Kaito como Aoko Nakamori.

2011
- Hunter X Hunter (2011) como Neferpitou

2013
- Doki Doki! PreCure como Kyouda.

2014
- Happiness Charge PreCure! como Kazumi.

2017
- Ao no Exorcist: Kyoto Fujōō Hen como Yukio Okumura (pequeño).

### Videojuegos
- Rumble Roses XX como EDIT Voice Type 3.
- Rune Factory 3 como Marion.
- Mobile Suit Gundam Battlefield Record U.C. 0081 como Phyllio Istele.
- Super Street Fighter IV como Ibuki.
- The Legend of Zelda: Skyward Sword como Fi.
- Hyrule Warriors como Fi
- Resident Evil: Revelations 2 como Moira Burton.
- League of Legends como Poppy.
- One Piece: World Seeker como Jeanne.
- The Legend of Zelda: A Link Between Worlds como Zelda
- Super Smash Bros Ultimate como Zelda y Sheik
- The Legend of Zelda: Skyward Sword HD como Fi (archivos)